# ناتاشا دومينغيز
ناتاشا دومينغيز (بالإسبانية: Natasha Domínguez) هي عارضة وممثلة فنزويلية، ولدت في 26 مارس 1990 في كاراكاس في فنزويلا.

## وصلات خارجية
- ناتاشا دومينغيز على موقع IMDb (الإنجليزية)
- ناتاشا دومينغيز على موقع قاعدة بيانات الفيلم (الإنجليزية)